# Michelin Stars - Tales From The Kitchen
|  | Denne artikel er oprettet af botten Steenthbot ud fra en ekstern database. Den kan derfor have sproglige fejl eller mangler. Denne skabelon kan fjernes efter kontrol af indholdet. |

Michelin Stars - Tales From The Kitchen er en dansk dokumentarfilm fra 2017 instrueret af Rasmus Dinesen.

## Medvirkende
- Guy Savoy
- Alain Ducasse
- Andoni Luis Aduriz
- René Redzepi
- Rasmus Kofoed
- Esben Holmboe Bang